# 弾圧
弾圧（だんあつ）とは、一般に支配者がその権力を用いて反対勢力を抑圧・抑制すること。特に政治的支配層が国家権力（警察・軍事・司法）を用いて、強制的に反体制勢力を抑制しようする場合に、この用語が用いられる。一般に支配層はあらゆる機会を通して、被支配層を馴化しようとするため、いかなる政治体制であっても反対勢力の政治的影響力を抑止しようとする活動は見られ、その手法として教育、宣伝（広報）、説得などがある。

## 概要
一般的には統治者による権力、暴力などの攻撃によってある個人や団体を精神的もしくは肉体的に圧迫する行為を指すが、被統治者側による弾圧も発生しうる。特に国営放送・国営新聞が、統治者側の介入時にはプロパガンダや情報操作によって、弾圧に手を貸すことが多い。弾圧は、個人や団体が自分たちの集団より劣っているという意識、あるいは無自覚ながら劣っているという思い込みが背景にあることが多い。
1948年12月10日に国連で採択された世界人権宣言、1976年採択された国際人権規約は、基本的人権の尊重を定義し、全ての権力が尊重すべき基本理念を提案することで、弾圧の根絶を目指すものである。
かつては社会には弾圧により階層化があるとする意見が支配的であったが、近年の研究でこの見解は否定されている。しかし、未だに一般的に広く使われており、弾圧や差別の存在理由として、暗黙のうちに認められていることが多い。
一方で、オウム真理教（アーレフ）のような破壊的カルトが、当局による違法行為取締・活動規制を「国家権力による弾圧であり信教の自由の侵害」として非難・自らを正当化する事例も見られる。しかし、公安警察官が勝手に転んで見せ、公務執行妨害罪と難癖をつけ目の前の相手を逮捕する「転び公妨」など、相手によってはどのような手法も許されるとする当局側の姿勢が、このような批判を生んでいることも事実である。
逆に言えば、相手が社会的に絶対悪と印象づけることができれば、弾圧と言える行為であっても、多大な支持を集め、むしろ積極的に民衆を弾圧に加わらせることが可能である。それに対する批判が、たとえ不当な弾圧を法的に批判したものであっても、絶対悪に味方したゆえの批判と断定し、容易に退けられるのである。弾圧がエスカレートするかどうかは、こうした「場の空気」に合ったものかどうかがかなり影響する。